# دونالد هوارد منزل
كان دونالد هوارد منزل (11 نيسان/أبريل 1901-14 كانون الأول/ديسمبر 1976) واحدًا من أوائل علماء الفلك والفيزياء الفلكية في الولايات المتحدة. اكتشف الخصائص الفيزيائية للكروموسفير الشمسي وكيمياء النجوم والغلاف الجوي للمريخ وطبيعة السديم الغازي. سُمي أحد الكواكب الصغيرة باسمه في عام 1967 تكريمًا له، وكذلك حفرة صغيرة على سطح القمر.

## سيرة شخصية
وُلد منزل في فلورنس بولاية كولورادو في عام 1901 ونشأ في مدينة ليدفيل. علمه والده القراءة في سن مبكرة وسرعان ما كان بإمكانه إرسال واستقبال الرسائل باستخدام شفرة مورس للمعلومات التلغرافية. كان يحب العلوم والرياضيات وجمع عينات خام للصخور، وبنى في مراهقته مختبرًا كيميائيًا كبيرًا في قبو منزله.
صنع منزل جهاز إرسال راديو في وقت مبكر جدًا، وتخصص في تحليل الشفرات. أحب منزل الحياة البرية والمشي لمسافات طويلة وصيد الأسماك طوال فترة حياته. تزوج من فلورنس إليزابيث كريجر في 17 حزيران/يونيو من عام 1926 ولديه ابنتان، سوزان كاي وإليزابيث إينا.
التحق منزل بجامعة دنفر لدراسة الكيمياء في سن 16. يعود اهتمامه بعلم الفلك إلى صديق الطفولة إدغار كيترينج عندما كانا يراقبان الكسوف الشمسي في 8 حزيران/يونيو من عام 1918، ومن خلال مراقبة ثوران نوفا أكويلا في عام 1918. تخرج من جامعة دنفر في عام 1920 مع درجة البكالوريوس في الكيمياء ودرجة الماجستير في الكيمياء والرياضيات في عام 1921.
وجد منزل العديد من الوظائف الصيفية من عام 1922 حتى عام 1924، وعمل كمساعد باحث في هارلو شبلي في مرصد كلية هارفارد. حصل على درجة الماجستير الثانية في علم الفلك من جامعة برينستون في عام 1923، وحصل في السنة التي تليها على الدكتوراه في الفيزياء الفلكية عندما كان مستشاره هنري نوريس راسل الذي أثار اهتمامه في علم الفلك النظري.
عُيِّن منزل أستاذًا مساعدًا في مرصد ليك في سان خوسيه حيث عمل هناك لعدة سنوات بعد العمل كمدرس لمدة عامين في جامعة أيوا وجامعة ولاية أوهايو في عام 1926. انتقل إلى هارفارد في عام 1932. طُلب من منزل خلال الحرب العالمية الثانية الانضمام إلى البحرية كقائد برتبة ملازم أول لرئاسة قسم من المخابرات حيث استخدم مواهبه متعددة الجوانب بما في ذلك فك رموز العدو. عمل أيضًا مع القوات البحرية على تحسين انتشار الموجات اللاسلكية من خلال تتبع انبعاثات الشمس ودراسة تأثير الشفق القطبي على الانتشار الراديوي لوزارة الدفاع.
عُيِّن منزل مديراً لمرصد هارفارد بعد عودته إلى هارفارد بعد الحرب في عام 1952، وكان المدير الكلي من 1954 إلى 1966. استُخدم مصطلح «فجوة منزل» للإشارة إلى انعدام وجود لوحات فوتوغرافية فلكية خلال إحدى الفترات الزمنية القصيرة في الخمسينيات، وذلك بعد أن أوقف منزل عمليات صنع هذه اللوحات بشكل مؤقت كتدبير لخفض التكاليف.
تقاعد من جامعة هارفارد في عام 1971. عمل منزل مستشارًا في وزارة الخارجية الأمريكية لشؤون أمريكا اللاتينية من عام 1964 حتى وفاته. عمل كنائب رئيس الجمعية الفلكية الأمريكية من عام 1946 حتى عام 1948 ليصبح رئيسهم من عام 1954 حتى عام 1956. حصل منزل على جائزة جون إيفانز من جامعة دنفر في عام 1965.
سافر منزل في عدة بعثات لمشاهدة كسوف الشمس للحصول على البيانات العلمية. قاد بعثة هارفارد-معهد ماساتشوستس للتكنولوجيا إلى سهول روسيا لمراقبة كسوف شمس كلي في 19 حزيران/يونيو في عام 1936. وجه أيضًا البعثة المشتركة الأمريكية الكندية إلى ساسكاتشوان لمشاهدة كسوف 9 تموز/يوليو في عام 1945.
لاحظ منزل العديد من الكسوفات الشمسية، وغالبًا ما كان يقود الحملات بما في ذلك:
- جزيرة كاتالينا في كاليفورنيا في 10 أيلول/سبتمبر في عام 1923.
- فريبورغ في مين في 31 آب/أغسطس في عام 1932.
- مينيابوليس سانت بول في مينيسوتا في 30 حزيران/يونيو في عام 1954.
- ساحل المحيط الأطلسي في ماساتشوستس في 2 تشرين الأول/أكتوبر في عام 1959.
- شمال إيطاليا في 15 شباط/ فبراير في عام 1951.
- أورونو في مين في 20 تموز/يوليو في عام 1963.
- أثينا في طريق سونيون في اليونان في 20 أيار/مايو في عام 1966.
- أريكيبا في بيرو في 12 تشرين الثاني/نوفمبر في عام 1966.
- ميهواتلان في جنوب أواكساكا في المكسيك في 7 آذار/مارس في عام 1970.
- جزيرة الأمير إدوارد في كندا في 10 تموز/يوليو في عام 1972.
- غرب موريتانيا في 30 حزيران/يونيو في عام 1973.

بنى مرصدًا لأبحاث الطاقة الشمسية في كليماكس في كولورادو في أواخر ثلاثينيات القرن العشرين باستخدام تلسكوب يحاكي الكسوف الكلي للشمس، ويسمح له هو وزملاؤه بدراسة هالة الشمس. أجرى منزل أبحاثًا حول الطاقة الشمسية في البداية لكنه ركز لاحقًا على دراسة السديم الغازي.
حدد عمله مع لورانس ألير وجيمس جيلبرت بيكر العديد من المبادئ الأساسية لدراسة السدم الكوكبية. كتب الطبعة الأولى من الدليل الميداني للنجوم والكواكب في 1964، وهي جزء من أدلة بيترسون الميدانية. استنتج منزل في واحدة من آخر أوراقه بناءً على تحليله لمعادلات شوارزشيلد أن الثقوب السوداء غير موجودة وأعرب أنها خرافة.
كان منزل مؤلف خيال علمي، وكان أيضًا فنانًا حيث أنشأ رسومات بالألوان المائية لمخلوقات ومشاهد غريبة والتي غالبًا ما ظهرت فيها ثقوب ثلاثية الأبعاد على الرغم من الشخصيات والغيوم وسفن الفضاء الغريبة.